# NAFU

CFU (arancio), CONCACAF (arancio + camel).

La North American Football Union (it. Unione calcistica del Nord America), meglio nota con l'acronimo di NAFU, è l'ente che governa il calcio nella regione calcistica del Nord America.
Raggruppa 3 nazioni affiliate alla FIFA ed è parte della CONCACAF.

## Membri
| Paese       | Federazione | Anno |
| ----------- | ----------- | ---- |
| Canada      | CSA         | 1961 |
| Messico     | FEMEXFUT    | 1961 |
| Stati Uniti | USSF        | 1961 |

## Competizioni

### Nazionali
Le tre nazionali sono sempre qualificate di diritto alla fase finale della CONCACAF Gold Cup, quindi non vi è alcun torneo di qualificazione a differenza dell'UNCAF e della CFU.
Ciononostante, prima dell'istituzione della CONCACAF Gold Cup vi sono state due edizioni (1990 e 1991) del Campionato nordamericano di calcio.
- North American Nations Cup